# Niurka Montalvo
Niurka Montalvo Amaro (L'Avana, 4 giugno 1968) è un'ex lunghista e triplista cubana naturalizzata spagnola.
In carriera è stata campionessa mondiale di salto in lungo a Siviglia 1999.

## Record nazionali spagnoli

### Seniores
- Salto in lungo: 7,06 m ( Siviglia, 23 agosto 1999)
- Salto in lungo indoor: 6,88 m ( Lisbona, 10 marzo 2001)

## Palmarès
| Anno                           | Manifestazione          | Sede              | Evento         | Risultato      | Prestazione | Note                  |
| ------------------------------ | ----------------------- | ----------------- | -------------- | -------------- | ----------- | --------------------- |
| In rappresentanza di Cuba      |                         |                   |                |                |             |                       |
| 1987                           | Campionati CAC          | Caracas           | Salto in lungo | Oro            | 6,31 m      |                       |
| 1990                           | Giochi CAC              | Città del Messico | Salto in lungo | Oro            | 6,58 m      |                       |
| 1991                           | Mondiali indoor         | Siviglia          | Salto in lungo | 5ª             | 6,68 m      | Record nazionale      |
| 1993                           | Universiadi             | Buffalo           | Salto triplo   | Oro            | 14,16 m w   |                       |
| 1993                           | Campionati CAC          | Cali              | Salto in lungo | Oro            | 6,58 m      |                       |
| 1993                           | Campionati CAC          | Cali              | Salto triplo   | Oro            | 14,09 m     | Record dei campionati |
| 1993                           | Mondiali                | Stoccarda         | Salto triplo   | 4ª             | 14,22 m     |                       |
| 1993                           | Giochi CAC              | Ponce             | Salto in lungo | Oro            | 6,37 m      |                       |
| 1993                           | Giochi CAC              | Ponce             | Salto triplo   | Oro            | 13,57 m     |                       |
| 1995                           | Mondiali indoor         | Barcellona        | Salto triplo   | 6ª             | 14,04 m     | Record nazionale      |
| 1995                           | Giochi panamericani     | Mar del Plata     | Salto in lungo | Oro            | 6,89 m      |                       |
| 1995                           | Giochi panamericani     | Mar del Plata     | Salto triplo   | Argento        | 13,90 m w   |                       |
| 1995                           | Mondiali                | Göteborg          | Salto in lungo | Argento        | 6,86 m      |                       |
| 1995                           | Mondiali                | Göteborg          | Salto triplo   | 31ª            | 11,40 m     |                       |
| 1996                           | Giochi olimpici         | Atlanta           | Salto in lungo | 17ª            | 6,48 m      |                       |
| 1997                           | Mondiali indoor         | Parigi            | Salto in lungo | 16ª            | 6,41 m      |                       |
| In rappresentanza della Spagna |                         |                   |                |                |             |                       |
| 1999                           | Mondiali                | Siviglia          | Salto in lungo | Oro            | 7,06 m      | Record nazionale      |
| 2001                           | Mondiali indoor         | Lisbona           | Salto in lungo | Bronzo         | 6,88 m      | Record nazionale      |
| 2001                           | Mondiali                | Edmonton          | Salto in lungo | Bronzo         | 6,88 m      |                       |
| 2004                           | Giochi olimpici         | Atene             | Salto in lungo | Qualificazione | nm          |                       |
| 2005                           | Giochi del Mediterraneo | Almería           | Salto in lungo | Argento        | 6,55 m      |                       |
| 2006                           | Europei                 | Göteborg          | Salto in lungo | 7ª             | 6,50 m      |                       |

## Altre competizioni internazionali
1998
- 5ª alla Grand Prix Final ( Mosca), salto in lungo - 6,70 m

2000
- Bronzo alla Grand Prix Final ( Doha), salto in lungo - 6,87 m